# Меньківка
Ме́ньківка — село в Україні, у Житомирському районі Житомирської області. Входить до складу Радомишльської міської громади. Населення становить 290 осіб.

## Географія
Село розташоване за 20 км на північний захід від районного центру, за 20 км від залізничної станції Малин.Дворів — 234. Населення — 593 чоловіка. Сільраді підпорядковані села Городчин, Дитинець, Морогівка.До Меньківської сільради також належало декілька менших сіл і  хуторів,які були ліквідовані в добу колективізації.Серед них хутір Киянка.
На території Меньківки була розміщена центральна садиба колгоспу «Нове життя», за яким закріплено 1690 га сільськогосподарських угідь, у т. ч. 1255 га орної землі. В господарстві вирощували зернові, технічні (льон) культури, картоплю. Розвинуте м'ясо-молочне тваринництво. За успіхи в розвитку сільського господарства 32 чоловіка нагороджено орденами й медалями.
В селі є восьмирічна школа, будинок культури на 400 місць, бібліотека з книжковим фондом 4 тис. томів, фельдшерсько-акушерський пункт, дитячі ясла, відділення зв'язку.
У партійній організації налічувалося 37 комуністів, у комсомольській — 26 членів ВЛКСМ.
Меньківка заснована в першій половині XVII століття.
Радянську владу встановлено в січні 1918 року.
Під час Великої Вітчизняної війни 232 чоловіка билися на фронтах проти гітлерівських загарбників, 77 з них нагороджено орденами й медалями. 84 чоловіка загинули смертю хоробрих. Біля Меньківки в роки другої світової війни виник і діяв партизанський загін з місцевих жителів,але шляхом зради був німцями виявлений і знищений. В 1956 року на їх честь споруджено обеліск.
На околиці села бере початок струмок Киянський.

## Історія
Засноване у першій половині XVII століття.

## Відомі особистості
В селі народився:
- Мохорт Микола Антонович (* 1937) — український лікар.